# Haukisaari (ö i Mellersta Österbotten)
Haukisaari är en ö i Finland. Den ligger i sjön Ylä-Penninkilampi och i kommunen Perho i den ekonomiska regionen  Kaustby ekonomiska region  och landskapet Mellersta Österbotten, i den centrala delen av landet, 400 km norr om huvudstaden Helsingfors. Öns area är 0,4 hektar och dess största längd är 100 meter i öst-västlig riktning.